# Apamea flavorufa
Apamea flavorufa là một loài bướm đêm trong họ Noctuidae.